# Rebecca Knaak
Rebecca Knaak, född 23 juni 1996, är en tysk fotbollsspelare som spelar för FC Rosengård. Hon är född i Adenau och spelade i tyska Frauen-Bundesliga innan hon flyttade till Malmö och damallsvenska FCR. Nu spelar hon för Manchester City WFC. Hon har även spelat i ungdomslandslag för Tyskland i flera år.

## Klubbkarriär
Rebecca Knaaks moderklubb är SV Reifferscheid. Från 2011 till 2013 spelade hon i SC 07 Bad Neuenahrs juniorlag och från 2012 spelade hon även med seniorerna. 2013 började Knaak spela för Bayer Leverkusen och 2017 till 2021 spelade hon i SC Freiburg. I januari 2022 skrev hon på ett treårskontrakt för svenska FC Rosengård och flyttade till Sverige.

## Landslagskarriär
Knaak har spelat ungdomslandslagsfotboll för Tyskland och representerat alla ungdomslandslag från U17- till U20-nivå. 2014 vann hon guld med U20-landslaget i U20-VM.

## Övrig karriär
Vid sidan av sin fotbollskarriär doktorerar Rebecca Knaak i psykologi.